# Pranitha Vardhineni
Pranitha Vardhineni (Kalleda, 17 novembre 1990) è un'ex arciera indiana.
Ha rappresentato l'India ai giochi olimpici di Pechino 2008.

## Biografia

### Successi giovanili
Nel 2006 ha preso parte ai mondiali Under-18 in Messico. Nell'individuale si laureò vicecampionessa mondiale: grazie all'ottavo posto nel turno di qualificazione, ebbe accesso direttamente al secondo turno della fase ad eliminazione diretta, vincendo tutti gli incontri, ad eccezione della finale persa contro l'australiana Jane Waller. Fece anche parte della squadra femminile che giunse ai quarti di finale.
Due anni più tardi ha partecipato ai campionati mondiali Under-21, disputati ad Antalya, in questo caso vincendo due medaglie. Nell'individuale femminile fu medaglia d'argento: quarta alle qualificazioni, sconfisse tutte le avversarie prima di cedere in finale alla giapponese Mikie Zushi. Anche nella gara a squadre femminile furono vicecampionessa mondiali, venendo sconfitte solo in finale dalle arciere cinesi.

### Giochi olimpici
La sua unica 
esperienza olimpica la ebbe in occasione dei giochi di Pechino 2008. Nel round di qualificazione fu 37ª con 627 punti. Al primo turno affrontò e sconfisse l'australiana Jane Waller, ma venne sconfitta al turno successivo dalla nordcoreana Kwon Un-sil.
Nella gara a squadre le tre atlete indiane (la Vardhineni, Dola Banerjee e Bombayla Devi Laishram) ottennero, in virtù del sesto posto nel turno di qualificazione, l'accesso diretto al secondo turno, dove furono sconfitte dalla Cina.

### Dopo Pechino 2008
Nel periodo tra il 2008 e il 2015, la Vardhineni ha disputato, difendendo i colori dell'India, diverse tappe della Coppa del mondo di tiro con l'arco e dell'Asian Grand Prix.
Prese parte anche al torneo di tiro con l'arco dei XVII Giochi asiatici disputati ad Incheon nel 2014. Nell'individuale femminile, il 30º posto nel turno di qualificazione non le garantì l'accesso alla fase ad eliminazione diretta, poiché quarta tra le atlete indiane (il regolamento dei giochi asiatici prevede che non più di due atlete per paese possano passare il turno).
Non fu scelta tra le tre arciere che parteciparono alla gara a squadre femminile.